# Zelotes florodes
Zelotes florodes är en spindelart som beskrevs av Norman I. Platnick och Mohammad U. Shadab 1983. Zelotes florodes ingår i släktet Zelotes och familjen plattbuksspindlar. Inga underarter finns listade i Catalogue of Life.